# 宮藤官九郎の"俺のmyミュージック"
『宮藤官九郎の"俺のmyミュージック"』（くどうかんくろうの おれのマイミュージック）は、NHK-FM放送で2013年7月12日から9月20日まで6回にわたり、原則隔週金曜日22:00 - 22:45（JST）に生放送された音楽番組である。

## 概要
隔週金曜日に2013年4月から放送されていた『星野源のラディカルアワー』が、司会の星野源の病気療養専念による活動休止に伴い、急きょ6月で打ち切りとなったのを受けてスタートしたものである。
作家、俳優、音楽家とマルチタレントとして活躍する宮藤官九郎が、自身の青春時代を彩ったアイドルの楽曲や、邦楽、洋楽、ニューミュージックなど、自らの音楽観を、創作活動の裏話を絡ませながら大いに語る。また、宮藤が脚本を手がけた『あまちゃん』についての製作エピソードなども披露した。

## テーマ
1. 80年代アイドル（女性編）
2. 同上（グループ編）
3. ニューミュージック特集
4. サマースペシャル（21:10-23:00の110分拡大放送　ゲスト・土田晃之＜ピン芸人＞）
5. 80年代日本のロック
6. MTV（80年代の洋楽）

## 関連番組
- AKB48の"私たちの物語" - 隔週で放送されるもう一つの番組

| NHK-FM 金曜 22:00 - 22:45枠                           | NHK-FM 金曜 22:00 - 22:45枠                                   | NHK-FM 金曜 22:00 - 22:45枠                           |
| 前番組                                                | 番組名                                                        | 次番組                                                |
| ----------------------------------------------------- | ------------------------------------------------------------- | ----------------------------------------------------- |
| 星野源のラディカルアワー または AKB48の"私たちの物語" | 宮藤官九郎の"俺のmyミュージック" または AKB48の"私たちの物語" | ヒャダインの"ガルポプ！" または AKB48の"私たちの物語" |